# François Burck
François Burck né à Thio (Nouvelle-Calédonie, France) le 4 juin 1939 et mort à Moindou (Nouvelle-Calédonie, France) le 9 octobre 2014 est une figure politique de l'indépendantisme en Nouvelle-Calédonie.

## Biographie

### Des origines métissées
François, André, Marie Burck est le fils aîné d'André Burck (1912-1991), contremaître de mine de la Société Le Nickel (SLN) à Thio puis membre du bureau des salaires de la société et installé sur une propriété à Robinson au Mont-Dore, et d'Antoinette Sorge (née en 1917). André Burck a par ailleurs été un militant de l'Union calédonienne (UC), un parti à l'origine autonomiste ayant, avec la devise « Deux couleurs, un seul peuple », dominé la vie politique néo-calédonienne de 1953 à 1972 et fortement lié aux organisations religieuses et coutumières kanaks ainsi qu'aux syndicats et aux classes moyennes ou modestes européennes : sous ces couleurs, il a ainsi été adjoint au maire du Mont-Dore Boniface Brukoa de 1967 à 1977 ainsi que candidat en position non éligible sur une liste du parti pour la composition du conseil de gouvernement (l'exécutif local) en 1967. Par son père, il est le petit-fils de Robert Burck (peut-être 1878-1940), qui était gérant d'une station d'élevage dite « Ouaco » près de la mission de Saint-Pierre à Thio puis boulanger-boucher dans ce village à partir de 1930, né de parents inconnus mais ayant peut-être des origines irlandaises, et de Suzanne Guillaume (1893-1955), elle-même petite-fille d'un déporté de la Commune de Paris natif du Loir-et-Cher et de migrants bretons venus du Finistère (famille Colleoc) pour s'installer à Gomen dans les années 1870. Par sa mère, il est le petit-fils de François Sorge, un mineur puis contremaître à la fonderie SLN de Thio issu de l'union d'un transporté au bagne bordelais et d'une Mélanésienne de Ponérihouen, et de Clémence Oundo-Goin (1890-1956), une Mélanésienne de Thio. François Burck grandit ainsi à Thio, village de la côte est de la Grande Terre pris entre la mine et la mission, dans un environnement multiculturel, à la fois européen et kanak, avec une forte imprégnation catholique.

### Prêtrise
François Burck est élève au petit séminaire de Canala puis au séminaire de Païta. Après son service militaire, il étudie la théologie à l'Université catholique de Lyon. De retour en Nouvelle-Calédonie, il est ordonné prêtre dans l'ordre des Pères maristes en 1965, et est père supérieur du Grand séminaire de Nouméa jusqu'en 1972. Il se lie alors d'amitiés avec de jeunes cadres de l'enseignement catholique originaires de France métropolitaine et aux idées de gauche, Pierre Declercq et Jean-Pierre Déteix. Il se rapproche également d'un autre prêtre kanak, Jean-Marie Tjibaou. Cette génération entretient des relations difficiles avec la hiérarchie catholique, jugée par eux trop conservatrice et déconnectée des problématiques sociales qui leur semblent pourtant être la priorité de leur engagement. 
En 1972, il est envoyé comme prêtre dans sa région natale de Thio et Canala. Il fait alors la rencontre d'un autre ancien séminariste devenu instituteur à Canala, Éloi Machoro, qui devient son plus proche compagnon politique, ainsi que du maire de cette commune, Émile Nechero, un cadre de l'UC. En 1975, François Burck obtient à sa demande sa réduction à l'état laïc, comme Jean-Marie Tjibaou cinq ans auparavant, afin de s'engager pleinement dans le militantisme politique,.

### Un nouveau cadre de la jeune génération de l'UC
Aux côtés d'Éloi Machoro, il est dans un premier temps engagé par le maire de Canala Émile Nechero pour animer ensemble un groupe de jeunes. Dans le même temps, il s'installe d'abord à Nouméa puis au « Petit Moindou » sur la côte Ouest, qui va rester son lieu de résidence jusqu'à la fin de sa vie. Mais surtout, il fait partie du groupe de cinq jeunes militants qui prend en main l'Union calédonienne et la font basculer vers l'indépendantisme socialiste lors de son congrès de Bourail en 1977, avec Jean-Marie Tjibaou, le maréen Yeiwéné Yeiwéné, Pierre Declercq et Éloi Machoro. Ils composent ainsi le nouveau bureau politique du parti, aux côtés du député Rock Pidjot, qui a soutenu leur ascension et qui reste président. 
Aux élections territoriales du 11 septembre 1977, il mène la liste de l'UC dans la circonscription Ouest qui arrive en tête avec trois sièges sur les sept qui étaient à pourvoir dans cette circonscription. Le parti constitue alors la première formation indépendantiste et la deuxième de l'Assemblée territoriale, derrière les anti-indépendantistes du Rassemblement pour la Calédonie (RPC) de Jacques Lafleur et Roger Laroque. Puis, aux élections législatives du 12 mars 1978, François Burck est le candidat de l'UC dans la nouvelle 2e circonscription comprenant l'ensemble de la côte Ouest, où il arrive en deuxième position avec 18,17 %, loin derrière Jacques Lafleur qui est élu dès le premier tour avec 55,23 % des suffrages. 
Il est réélu conseiller territorial lors des élections anticipées provoquées le 1er juillet 1979, mais cette fois-ci sur la liste du Front indépendantiste (FI, coalition tout juste formée par Jean-Marie Tjibaou en réunissant les principaux partis souverainistes et nationalistes kanaks) menée par Jean-Marie Tjibaou dans la circonscription Est, qui gagne 62,74 % des suffrages exprimés et 5 des 7 sièges à pourvoir (dont trois pour l'UC avec Tjibaou, Burck et Machoro). Le groupe du Front indépendantiste réunit 14 membres sur les 36 de l'Assemblée territoriale, soit seulement un siège de moins que le Rassemblement pour la Calédonie dans la République (RPCR, nouveau nom du RPC) du député Jacques Lafleur. Une nouvelle formation centriste, non-indépendantiste mais autonomiste joue le rôle de charnière, la Fédération pour une nouvelle société calédonienne (FNSC) du maire de Bourail (et ancien de l'UC) Jean-Pierre Aïfa et du sénateur Lionel Cherrier (ancien du RPC), avec 7 élus. D'abord alliés au RPCR, ce dernier parti provoque un renversement d'alliance en 1982 en permettant la formation d'un conseil de gouvernement indépendantiste dirigé par Jean-Marie Tjibaou.
Entretemps, François Burck affronte de nouveau Jacques Lafleur dans la 2e circonscription aux élections législatives du 14 juin 1981. Espérant bénéficier de l'état de grâce national du nouveau président de la République François Mitterrand, que le FI a soutenu localement, tout en souhaitant faire le plein des voix indépendantistes (malgré la candidature rivale de Max Chivot pour le Parti socialiste), il réalise toutefois un moins bon score qu'en 1978. Avec mille voix et trois points de moins (14,96 %), il se place même troisième, derrière Jacques Lafleur qui est réélu dès le premier tour avec 54,34 % des voix, mais en se faisant également doubler par le candidat de la FNSC ayant l'investiture nationale de l'Union pour la démocratie française (UDF) Stanley Camerlinck (18,51 %).

### Lieutenant de Machoro puis de Tjibaou durant les Événements
En 1984, François Burck joue un rôle de relai entre Éloi Machoro, qui défend de plus en plus l'adoption d'une stratégie de lutte active sur le terrain et de boycott des institutions dites « coloniales » pour obtenir l'indépendance, et les autres dirigeants de l'UC. Il est notamment destinataire d'une lettre de son ami datée du 17 novembre 1984, la veille d'élections territoriales dont le Front de libération nationale kanak et socialiste (FLNKS), créé en septembre de la même année pour remplacer le FI, a décidé le boycott actif, appelant à continuer le combat au-delà de ce seul scrutin afin d'attirer l'attention de l'opinion nationale et internationale. Ce boycott marque alors le début de la période dite des « Événements », qui voit s'affronter violemment partisans et opposants à l'indépendance de la Nouvelle-Calédonie entre 1984 et 1988. Après le décès d'Éloi Machoro, tué par le Groupe d'intervention de la Gendarmerie nationale (GIGN) le 12 janvier 1985 alors qu'il occupait une ferme d'Européens près de La Foa, François Burck se rapproche davantage de Jean-Marie Tjibaou.
Après l'adoption d'un nouveau statut, dit Fabius-Pisani, le FLNKS décide de revenir dans le jeu institutionnel et participe aux élections régionales du 29 septembre 1985. François Burck est candidat en sixième position sur la liste menée par Léopold Jorédié, autre Kanak de Canala qui a pris la place d'Éloi Machoro comme secrétaire général de l'UC et numéro trois du FLNKS (après Jean-Marie Tjibaou et Yeiwéné Yeiwéné), dans la nouvelle Région Centre. Le scrutin y est particulièrement serré, mais ce sont les indépendantistes qui remportent ce conseil régional avec 5 434 voix et 45,47 % pour 5 sièges gagnés sur 9, soit seulement 431 votes, 3,61 points et 1 siège de plus que la liste du RPCR emmenée par le sénateur kanak Dick Ukeiwé. François Burck n'est toutefois pas élu. Ensuite, le FLNKS boycotte à nouveau les élections législatives de 1986, le référendum d'autodétermination du 13 septembre 1987 et les élections régionales de 1988, tandis que la tension et les affrontements culminent avec la prise d'otages d'Ouvéa et son issue sanglante du 27 avril au 5 mai 1988. Après cette tragédie, les deux camps entament des négociations à Paris sous la médiation du gouvernement français désormais dirigé par Michel Rocard, aboutissant à la signature des accords de Matignon-Oudinot des 26 juin et 20 août 1988 qui prévoit un retour à la paix civile, une amnistie générale, ainsi que l'organisation d'un nouveau statut d'autonomie transitoire en attendant un référendum d'autodétermination basé sur un corps électoral restreint prévu en 1998. Mais un nouvel événement tragique va propulser François Burck sur le devant de la scène politique néo-calédonienne.

### Le successeur de Tjibaou à la tête de l'UC
Le 4 mai 1989, alors qu'ils assistent à la cérémonie de levée de deuil des militants morts l'année précédente à Ouvéa, Jean-Marie Tjibaou et son bras droit Yeiwéné Yeiwéné sont assassinés par un militant indépendantiste radical opposé aux accords, Djubelly Wéa. François Burck, dernier survivant des cinq personnalités ayant conduit l'UC vers l'indépendantisme en 1977, est choisi alors le 20 mai 1989 pour succéder au meneur nationaliste assassiné à la présidence du parti, Léopold Jorédié devenant son vice-président, le jeune grand-chef de Saint-Louis Rock Wamytan son porte-parole auprès des instances internationales et du bureau du FLNKS et le maréen Richard Kaloï le nouveau chef de file du mouvement dans les Îles Loyauté. Il inscrit alors sa présidence dans une logique de fidélité à l'héritage de Jean-Marie Tjibaou et des accords, adoptant une ligne modérée, que ce soit par l'attitude institutionnelle de « non-agression » à l'égard de la majorité anti-indépendantiste du RPCR que dans sa vision de l'indépendance qu'il veut pluriethnique et avec le maintien d'un fort partenariat avec la France.
Ainsi, peu avant la tenue à Paris d'un comité de suivi des accords de Matignon en juin 1989, il explicite ainsi au journal Libération sa position : « Dans dix ans, l'indépendance doit être l'indépendance pour tous. Nous ne disons pas que l'indépendance ce n'est plus la France, nous disons qu'en 1998, c'est une autre manière de concevoir la présence française. Être indépendant, c'est donner toutes ses chances à la France dans le Pacifique Sud, où elle aura un grand rôle à jouer. » Il fait d'ailleurs adopter au parti, lors de son congrès de Lifou du 12 novembre 1995, le projet de construire un État associé avec la France comme sa définition officielle de l'indépendance. Il s'oppose à ce sujet aux autres composantes du FLNKS, à commencer par le Parti de libération kanak (Palika) du nouveau président unitaire de la coalition, Paul Néaoutyine, qui lui au contraire continue de proposer une rupture nette avec la France. Sa prétention à maintenir la domination de l'UC au sein de l'alliance indépendantiste lui vaut également des relations difficiles avec Paul Néaoutyine, qui finit par constituer des listes rivales aux élections provinciales de 1995.
Sur le plan électoral, il mène la liste du FLNKS dans la nouvelle Province Sud lors des premières élections provinciales le 11 juin 1989. Elle réunit 4 615 voix et 11,78 % des suffrages exprimés, pour 4 sièges sur les 32 à l'Assemblée provinciale. François Burck fait donc son entrée dans cette dernière, et redevient membre de l'assemblée délibérante néo-calédonienne désormais appelée Congrès du Territoire, où les anti-indépendantistes du RPCR sont également majoritaires. Les deux lieutenants de Burck, Léopold Jorédié et Richard Kaloï, remportent pour leur part respectivement les Provinces Nord et des Îles Loyauté. Lors des provinciales suivantes du 9 juillet 1995, il laisse la première place dans le Sud à son bras droit Rock Wamytan pour ne prendre que la deuxième position de la liste qui obtient 4 431 votes (9,82 %) et 3 sièges sur 32 : François Burck est ainsi réélu. 
Il ne peut empêcher l'apparition de fortes divisions internes au sein de l'UC. Ainsi, en 1993, le maire de Lifou, Cono Hamu, en conflit ouvert depuis 1991 avec les autorités coutumières de cette île et se considérant comme lâché par la hiérarchie du parti, fait dissidence pour créer le Front pour le développement des îles Loyauté (FDIL) qui participe à une coalition avec les anti-indépendantistes du RPCR et les indépendantistes modérés du mouvement Libération kanak socialiste (LKS) du grand-chef maréen Nidoïsh Naisseline pour retirer la majorité à l'UC au sein de l'Assemblée des Îles Loyauté à la suite des élections provinciales de 1995. De plus, si tous les partenaires reconnaissent qu'il faut tout faire pour éviter la tenue d'un référendum qualifié de « guillotine » en 1998, les frustrations du résultat risquant de faire replonger la Nouvelle-Calédonie dans la violence, de nombreuses voix au sein de la base reprochent à François Burck et à ses adjoints d'être trop modéré et pas assez combatif pour imposer les points de vue des indépendantistes dans ses négociations avec le RPCR et l'État. Cette tendance, menée par des élus et militants du Nord à commencer par Bernard Lepeu ainsi que par la jeune garde des autres provinces comme le neveu de Rock Pidjot, Charles Pidjot, ou le frère de Yeiwéné Yeiwéné, Damien Yeiwéné. Alliés aux autres composantes du FLNKS, ils décident de quitter la table des négociations à la suite du Comité de suivi des accords de Matignon d'avril 1996 et à la parution avant ce comité dans Le Figaro d'un article faisant état de la préparation dans l'ombre d'un nouvel accord prévoyant un maintien de l'archipel dans l'ensemble français avec une forte autonomie avec l'aval de dirigeants indépendantistes dont Lepeu. Puis, lors d'un comité directeur de l'Union calédonienne tenu le 18 mai 1996, les militants du parti lui retirent, ainsi qu'aux autres membres de sa délégation (Léopold Jorédié et Rock Wamytan) tout pouvoir de négocier avec l'État et les anti-indépendantistes, étant remplacés par Bernard Lepeu, Damien Yeiwéné et Charles Pidjot. Et, finalement, il perd la présidence de l'UC au profit de Bernard Lepeu lors du congrès de Wagap à Poindimié le 12 novembre 1996.

### Dirigeant de la FCCI et maire de Moindou
La nouvelle direction de l'UC et le FLNKS posent officiellement un « préalable minier » le 19 septembre 1996 avant toute reprise des discussions sur l'avenir institutionnel de la Nouvelle-Calédonie, exigeant l'obtention pour la Société minière du Sud Pacifique (SMSP), entreprise détenue par la Province Nord, afin d'alimenter la future usine du Nord, du massif minier de Tiébaghi puis du Koniambo, alors propriété de la Société Le Nickel (SLN), filiale d'Eramet, qui refuse de céder cette concession. François Burck et certains de ses fidèles, dont surtout Léopold Jorédié, le maire de Bélep Eymard Bouanaoué et celui de Pouébo Jean-Marc Pidjo, refusent cette stratégie et décident de fonder en décembre 1997 des comités de coordination indépendantistes (CCI) avec le numéro deux du Palika Raphaël Mapou, la figure historique de l'Union progressiste en Mélanésie (UPM, plus petite composante du front) Edmond Nékiriaï, le maire divers gauche de Kaala-Gomen Alain Levant et les deux petites formations indépendantistes modérées extérieures au FLNKS, le LKS de Nidoïsh Naisseline  et le FDIL de Cono Hamu, afin de réunir des indépendantistes pour préparer une reprise des négociations avec le RPCR et le gouvernement français sans préalable. La réaction est vive au sein de l'UC, qui décide alors d'exclure Burck , Jorédié, Bouanaoué et Pidjo.
C'est finalement la logique du « préalable minier » qui finit par s'imposer avec la signature du premier accord de Bercy le 3 février 1998 permettant l'échange des massifs miniers de Koniambo et Poum entre la SMSP et la SLN, et les négociations reprennent entre le FLNKS et le RPCR. Non signataire de l'accord de Nouméa, François Burck le soutient fortement et fonde avec les autres membres des CCI (à l'exception du LKS de Nidoïsh Naisseline) un nouveau parti politique, la Fédération des comités de coordination indépendantistes (FCCI), avec une direction tricéphale composée de Raphaël Mapou à la présidence, de lui au commissariat politique et de Léopold Jorédié au secrétariat général. Ce « triumvirat » est remanié en 1999, Burck prenant alors la présidence pour laisser le poste de commissaire politique à Léopold Jorédié tandis que Raphaël Mapou devient porte-parole. Ils militent pour le « oui » au référendum local du 8 novembre 1998 sur l'approbation de l'accord. Ce nouveau mouvement adopte une « vision pragmatique et moderniste », rejetant l'approche ethnique de l'IKS (toujours défendue par le FLNKS et selon laquelle le peuple Kanak doit devenir le « poteau central de la case ») et mettant l'accent sur la nécessité de construire les conditions sociales et économiques du « destin commun » (notion selon laquelle, pour la FCCI, « chaque enfant né sur cette terre de Nouvelle-Calédonie appartient à une même communauté, à un peuple en devenir ») avant d'envisager toute indépendance, qui aurait été une « rupture catastrophique aux niveaux humain, ethnique, social » si elle avait dû avoir lieu en 1998, tout en appelant à une « modernisation du rapport à la terre » et donc de la coutume traditionnelle kanake. Il interprète la collégialité définie par l'accord de Nouméa comme une nécessaire alliance au sein du Congrès (où le parti dispose de 5 élus à sa création en 1998, dont François Burck) avec les anti-indépendantistes du RPCR et forme un groupe commun avec trois représentants ayant quitté le principal mouvement non-indépendantiste d'opposition à Jacques Lafleur, Une Nouvelle-Calédonie pour tous (UNCT) de Didier Leroux, pour avoir accepté de participer aux négociations de l'accord, contre l'avis de leur parti, et qui ont fondé leur propre formation sous le nom de « Renouveau ».
Aux élections provinciales du 9 mai 1999, les premières du nouveau statut issu de l'accord de Nouméa, François Burck est deuxième sur la liste « Un chemin pour la vie » menée par Raphaël Mapou dans le Sud et qui unit la FCCI au petit parti non-indépendantiste, progressiste et « accordiste » (nom commençant à être donné à des formations voulant mettre de côté la question du clivage traditionnel pour ou contre l'indépendance au profit de la défense des accords, vus comme des textes fondateurs véhiculant des valeurs et des représentations spécifiques à une identité néocalédonienne multi-ethnique) « Citoyens pour construire » d'Isabelle Ohlen, conseillère municipale de Nouméa, elle obtient le cinquième score sur huit avec 2 852 voix, soit 5,75 % des suffrages exprimés mais 4,3 % des inscrits. Il n'obtient encore une fois aucun élu, à moins de 500 votes près (le seuil minimal étant fixé à 5 % des inscrits). La FCCI obtient toutefois 4 élus sur 22 à l'Assemblée de la Province Nord et 2 sur 14 aux Îles Loyauté, et donc 4 sur 54 au Congrès où ils forment un groupe commun avec le RPCR, totalisant à eux deux 28 sièges, soit tout juste la majorité absolue.
Bien que non élu, François Burck conserve une assez forte influence politique en tant que président du partenaire mineur de la coalition au pouvoir. Puis, à la tête d'une liste d'« Entente communale » aux élections municipales du 11 mars 2001 à Moindou, ouverte à des membres de la société civile ou des non-indépendantistes accordistes (dont Thierry Valet, l'un des fondateurs de « Renouveau »), il obtient 6 sièges sur 15, soit autant que le RPCR du maire sortant Justin Monawa. Avec le soutien de ce dernier, il est élu premier magistrat de cette petite commune rurale de la côte Ouest, peuplée alors d'à peine 600 à 700 habitants, le 16 mars 2001. Il rejoint l'Association française des maires de Nouvelle-Calédonie, traditionnellement composée de membres du RPCR. Durant son mandat, il fait notamment aménager en 2004, à l'entrée sud du village-centre, un « jardin de l'avenir » dôté de 125 palmiers royaux pour célébrer le 125e anniversaire de la commune et symboliser la politique municipale visant à développer le tourisme vert,. Il crée également une bibliothèque municipale, inaugurée le 19 janvier 2008. Il soutient également activement la création d'une réserve naturelle provinciale à cheval sur les territoires de Moindou, Farino et Sarraméa, le Parc des Grandes Fougères qui est finalement ouvert en novembre 2008.

### Mise à l'écart de la scène politique et décès
Cependant, durant les années 2000, une série d'événements, de dissidences et de défaites électorales vont progressivement aboutir à une marginalisation de la FCCI et de ses dirigeants. Ainsi, dès les municipales de 2001, malgré le succès de François Burck à Moindou et la réélection d'Alain Levant à Kaala-Gomen, le parti perd le contrôle de deux communes au profit du FLNKS (Bélep où Eymard Bouanaoué est battu par l'UPM Jean-Baptiste Moilou, Pouébo où Jean-Marc Pidjo est battu par l'UC Joseph Pada) et ne réussit pas à conquérir deux communes accessibles (à Canala, commune qui fut dirigée par Léopold Jorédié jusqu'en 1995, la liste emmenée par sa femme Marie-Adèle Jorédié arrive en tête avec 22 voix d'avance sur l'UC avec 7 sièges, mais une alliance entre l'Union calédonienne et le Palika élit alors l'UC Gilbert Tyuienon ; à Yaté, Raphaël Mapou tente de reconquérir la mairie qu'il a occupé de 1989 à 1995, mais il arrive en seconde position derrière la liste du Palika Adolphe Digoué). 
Surtout, le parti perd l'un de ses poids lourds en 2002, Raphaël Mapou se montrant de plus en plus critique vis-à-vis du RPCR ce qui le pousse à rompre avec ses partenaires qui eux veulent maintenir l'alliance mise en place en 1998. En effet, représentant politique et coutumier de l'extrémité sud de la Grande Terre, Mapou s'oppose à la concession décidée par la majorité dirigée par Jacques Lafleur du site de Goro au géant canadien Inco pour la création d'une usine dans cette région. Alors qu'il multiplie les déclarations et les actions contre ce projet, François Burck finit par rendre public sa désapprobation en l'appelant à démissionner du gouvernement afin de donner plus de cohérence politique à celui-ci, ce qu'il s'est refusé de faire. Finalement, c'est le groupe RPCR - FCCI au Congrès, qui l'avait proposé pour devenir membre du gouvernement, qui a demandé au président de l'exécutif local Pierre Frogier de le « limoger », rendant son départ effectif le 29 juillet 2002. Ce départ provoque une crise au sein de la FCCI en opposant partisans de la rupture d'avec le RPCR (menés par Raphaël Mapou) et ceux au contraire du maintien des relations institutionnelles privilégiées avec le principal parti anti-indépendantiste. La direction du parti propose finalement lors de sa convention de Poya du 3 août 2002 une sorte de statu quo axée sur une renégociation du projet minier et du partenariat avec le RPCR en attendant une nouvelle convention en octobre. Pour autant, cela ne suffit pas à Raphaël Mapou qui se met de plus en plus en retrait de la FCCI, crée un « Comité de suivi de Yaté », devenu ensuite le Comité Rhéébù Nùù, pour lutter contre le projet Goro Nickel et participe à de nombreuses manifestations et mouvements de grèves pour empêcher l'avancée des travaux. De son côté, lors de sa convention de Canala du 19 octobre 2002, le parti décide de renouveler son partenariat avec le RPCR jusqu'à la fin de la mandature intervenant en 2004.
Aux élections provinciales du 9 mai 2004, François Burck conduit cette fois la liste de la FCCI dans le Sud, et fait campagne autour de la défense de la stratégie d'alliance avec le RPCR comme meilleur moyen de construire le destin commun prévu par l'accord de Nouméa, de la construction d'une « citoyenneté à laquelle chacun peut se référer » et d'un débat politique transcendant les camps traditionnels. Dans le cadre d'un scrutin marqué par un certain vote sanction à l'égard de Jacques Lafleur et de ses partisans, ainsi que par de fortes attaques du FLNKS contre la FCCI, accusée de ne plus être réellement indépendantiste et d'être inféodée au parti au pouvoir, la liste de Burck et le mouvement en général connaissent une cinglante défaite. Il arrive ainsi en dernière position en Province Sud avec seulement 426 voix et 0,78 % des suffrages exprimés pour aucun élu, mais il perd de plus toute représentation dans le Nord où la liste emmenée par Léopold Jorédié a réuni 1 182 votes, soit 5,75 % des suffrages exprimés mais en dessous du seuil des 5 % d'inscrits nécessaires pour gagner au moins un siège, à 262 électeurs près. Ce n'est qu'aux Îles Loyauté, grâce au maintien d'un bonne implantation de Cono Hamu, que la FCCI conserve deux conseillers provinciaux dont un seul siégeant au Congrès. Toutefois, ce dernier, Cono Hamu, quitte le parti dès novembre 2004 pour réactiver le FDIL et rejoindre le groupe de l'Union calédonienne. 
Ce scrutin a aussi eu des conséquences indirectes sur la majorité municipale de François Burck à Moindou. En effet, sur les 6 élus RPCR, 5 (dont 2 adjoints, à commencer par le premier, Léon-Joseph Peyronnet) ont rejoint l'Avenir ensemble, parti créé en 2004 et qui a pris le pouvoir au parti de Jacques Lafleur. Passés dans l'opposition municipale, ils ont particulièrement compliqué la tâche de François Burck : les budgets 2006 puis 2007 ont mis plusieurs mois avant de pouvoir être votés à la suite de la mise sous tutelle de la mairie par la chambre des comptes. En conséquence de cet affaiblissement politique et de problèmes de santé, François Burck décide de se mettre progressivement en retrait en n'étant présent qu'en 13e et antépénultième place, étant ainsi pratiquement sûr de ne pas être réélu au conseil, sur la liste d'« entente communale de Moindou » formée entre la FCCI et le RPCR, dirigée par l'un de ses adjoints et colistiers de 2001, Daniel Tournier. Celle-ci arrive en troisième place avec 67 votes pour 14,14 % des suffrages exprimés et deux élus sur 15, derrière l'Avenir ensemble de Léon-Joseph Peyronnet qui devient le nouveau maire (31,86 % et 5 sièges) et le Palika de Jean-Michel Hoveureux (21,52 % et 3 conseillers). Et si François Burck envisage de mener à nouveau une liste dans le Sud aux élections provinciales du 10 mai 2009, son parti n'est finalement en mesure de se présenter que dans le Nord sous la conduite une nouvelle fois de Léopold Jorédié,. Celui-ci ne regroupe finalement que 605 voix et 2,79 % des suffrages exprimés, ainsi que la dernière place, ce qui semble définitivement marquer la fin électorale de la FCCI.
Par la suite, François Burck sort rarement de son silence médiatique, à l'exception de la parution d'un livre sur les débuts de son engagement politique aux côtés d'Éloi Machoro en 2012, baptisé Mon cheminement politique avec Éloi Machoro (1972-1985) aux éditions de la Province des îles Loyauté, ou pour rendre hommage à son ami et allié de toujours Léopold Jorédié décédé le 8 septembre 2013. Lui-même souffrant d'une santé déclinante, qui lui vaut d'être hospitalisé quatre mois à l'hôpital d'instruction des armées du Val-de-Grâce en 2011, François Burck meurt à son domicile du « Petit Moindou » le 9 octobre 2014.

## Ouvrages publiés
- François Burck, Mon cheminement politique avec Éloi Machoro (1972-1985), Nouméa, Éditions de la Province des îles Loyauté, 2012, 160 pages.